# مجله تجزیه و تحلیل فنی سهام و کالاها
تجزیه و تحلیل فنی سهام و کالاها یک مجله ماهانه آمریکایی مستقر در سیاتل با موضوع قراردادهای آتی، سهام، اختیار معامله، مشتقات و فارکس است.

## تاریخچه و مشخصات
تجزیه و تحلیل فنی سهام و کالاها در سال ۱۹۸۲ توسط مهندس مکانیک بوئینگ جک هاتسون تأسیس شد که می‌خواست مردم در مورد تجزیه و تحلیل فنی بیاموزند. او با استفاده از پیشینه مهندسی و تحلیلی خود، ساعت‌ها با خواندن کتاب در کتابخانه به مفاهیم تجارت پرداخت. او یک سیستم کامپیوتر شخصی را به قیمت ۷۵۰۰ دلار خریداری کرد تا بتواند نموداری را به‌طور خودکار ایجاد کند که اگر به صورت دستی ایجاد شود ساعت‌ها طول می‌کشد. وقتی نرم‌افزار یک مفهوم فنی خاص کار نکرد، هاتسون از آنتونی وارن، همکار بوئینگ و دکترای ریاضی، خواست تا با او برای تعمیر برنامه همکاری کند. پس از تصحیح نرم‌افزار، یک گردهمایی جماعت تکنسین‌ها در تورنتو، هاتسون را برای معرفی کار خود به تورنتو دعوت کردند. برای اینکه خود را برای کنفرانس آماده کند، هاتسون مقاله ای نوشت که پایه و اساس اولین شماره اکتبر ۱۹۸۲ تجزیه و تحلیل فنی سهام و کالاها شد.
هاتسون در ابتدا قصد داشت به‌طور تمام وقت در بوئینگ و پاره وقت در مجله به عنوان مکمل تجارت خود کار کند. در سال اول مجله او، ۱۵۰۰ مشترک داشت و یک اشتراک سالانه ۲۵۰ دلار هزینه داشت. در سال ۱۹۸۴ قیمت سالانه آن کاهش یافت و تعداد مشترکین آن به بیش از ۱۰۰۰۰ رسید. مجله ۶۰ تا ۷۰ ساعت از وقت هاتسون در هفته را می‌گرفت، بنابراین او در سال ۱۹۸۴ از بوئینگ استعفا داد. تا سال ۱۹۸۸، ۱۲ کارمند داشت.
در سال ۲۰۱۳، این مجله ۶۰۰۰۰ مشترک داشت و ۹۰ درصد از مقالات آن توسط فریلنسرها نوشته شده بود.
تجزیه و تحلیل فنی سهام و کالاها روندهای صنعت جهانی، افراد برجسته، فناوری تجارت، وجوه مدیریت شده و تحلیل‌های بنیادی و فنی را پوشش می‌دهد. این مجله بازارهای مالی را با مقالاتی در مورد مسائل صنعت، تحولات فعلی بازار، تکنیک‌ها و استراتژی‌های معاملاتی و سایر زمینه‌های مورد علاقه معامله گران و مدیران ریسک پوشش می‌دهد. این شامل مقالات، تحلیل‌ها و استراتژی‌هایی برای معامله گران ابزار مشتقه و مدیران پول است.